# キルゾーン

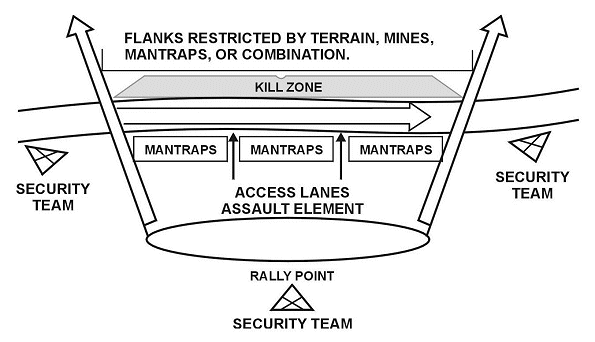
アメリカ軍が待ち伏せで想定しているキルゾーン

キルゾーン（英語：Kill zone、killing zone）とは、軍事用語で効果的な射撃で敵を殲滅するために設定した空間のことである。待ち伏せにより、敵をキルゾーン内に封じこめ、速やかに殲滅、降伏させることが重要視される。
相手が逃げるのを妨害するために、障害物、トラップ、間接射撃の支援も行う場合がある。出来るならば、すべてのターゲットがキルゾーンに入るまで攻撃せず、キルチームリーダーの命令で殲滅が行われるのが理想である。最初は、クレイモア地雷などの遠隔起動する爆発物で敵兵を減らし、逃げ場を無くしたうえで、射撃が行われる。
狭い道の前後で爆破することで、相手側が身動きや反撃できない状況を作り出すことも行われる。それでも逃げたり援護に来る敵兵ユニットが現れることも予想されるので、カバーする部隊などの予防策がとられることもある。
車両の場合は竜の歯などを設置することで、進行速度を低下させることができる。